# Rhipsalis hoelleri
Rhipsalis hoelleri är en kaktusväxtart som beskrevs av Barthlott och Nigel Paul Taylor. Rhipsalis hoelleri ingår i släktet Rhipsalis och familjen kaktusväxter. Inga underarter finns listade i Catalogue of Life.